# Стрийська філія інституту підприємництва та перспективних технологій
Інститут підприємництва та перспективних технологій з навчальним корпусом у м. Львові та філіями у Стрию і Дрогобичі було створено з метою підготовки фахівців у галузях інвестиційної діяльності, міжнародних економічних зв'язків, формування ефективних підприємницьких структур та інформаційного забезпечення фінансово-господарської діяльності, здатних створювати та впроваджувати прогресивні технології в 1998 році
На базі Стрийської філії знаходяться 14 навчальних аудиторій, що включають в себе 2 комп'ютерні класи, 1 спеціалізований клас англійської мови.
Їдальня, що знаходиться на першому поверсі, є дуже зручною для користування та оригінально оздобленою.
Комп'ютерні класи Стрийської філії Інституту підприємництва та перспективних технологій оснащені з сучасним технічним та програмним забезпеченням. Студенти мають можливість працювати в мережі Інтернет та оволодіти основами програмування та знаннями будови комп'ютера з допомогою кваліфікованих виклдачів.
Окрему увагу варто приділити бібліотеці в якій зібрано велику кількість книг, методичок та інших матеріалів. При бібліотеці постійно працює читальний зал.

## Спеціальності
Інститут здійснює підготовку за такими напрямками:
- Міжнародна економіка;
- Фінанси і кредит;
- Облік і аудит;
- Маркетинг;
- Комп'ютерна інженерія;
- Комп'ютерні науки.